# Julia Cohen
Julia Cohen (Philadelphia, 23 maart 1989) is een professioneel tennisspeelster uit de Verenigde Staten. Ze begon met tennis toen ze zes jaar oud was. Haar favoriete ondergrond is hardcourt.

## Carrière
Enkelspel – Julia Cohen had in 2003 haar debuut op het ITF-toernooi van Jackson. Het jaar erna bereikte ze voor het eerst een ITF-finale; ze won meteen de titel in Mexico. Pas in 2009 won ze haar tweede ITF-titel, in Xalapa, eveneens in Mexico. Tot op hedenjuli 2012 zette ze vijf ITF-titels op haar naam. Hoewel Cohen al sinds 2003 geregeld pogingen deed om in het WTA-circuit voet aan de grond te krijgen, kwam ze tot 2012 nooit door de kwalificaties heen. Ze speelde voor het eerst in een WTA-hoofdtabel op het toernooi van Bogota, in februari 2012. Enkele maanden later won ze voor het eerst een partij in het WTA-circuit, in Palermo. Haar tweederondepartij verloor ze van de Tsjechische Barbora Záhlavová-Strýcová. Later in juli 2012 stond ze voor het eerst in een WTA-finale, op het toernooi van Bakoe; ze verloor van de Servische Bojana Jovanovski.
Dubbelspel – Julia Cohen had in 2003 ook qua dubbelspel haar debuut op het ITF-toernooi van Jackson, samen met landgenote Alexandra Mueller. Pas in 2009 bereikte ze voor het eerst een ITF-finale, in Celaya (Mexico) – ze won meteen de titel, samen met de Braziliaanse Vivian Segnini. Tot op heden zette ze drie ITF-titels op haar naam. In 2011 nam ze voor het eerst deel aan een WTA-toernooi, in Washington DC, samen met landgenote Whitney Jones. In 2012 bereikte ze voor het eerst een WTA-kwartfinale, op het toernooi van Palermo, samen met de Belgische Tamaryn Hendler. Later in juli 2012 bereikte ze voor het eerst de halve finale, op het toernooi van Bakoe, samen met de Australische Sacha Jones – zij versloegen het tweede reekshoofd (Alla Koedrjavtseva / Tamarine Tanasugarn) maar werden in de halve finale uitgeschakeld door de als derde geplaatste Eva Birnerová en Alberta Brianti.

## Posities op deWTA-ranglijst
Positie per einde seizoen:
| jaar | rang enkelspel | rang dubbelspel |
| ---- | -------------- | --------------- |
| 2003 | 768            | 777             |
| 2004 | 669            | –               |
| 2005 | 470            | 923             |
| 2006 | 415            | 903             |
| 2007 | 469            | 909             |
| 2008 | 413            | –               |
| 2009 | 251            | 618             |
| 2010 | 168            | 284             |
| 2011 | 171            | 218             |
| 2012 | 111            | 140             |
| 2013 | 186            | 187             |
| 2014 | 421            | 321             |

## Palmares
| Legenda                 |
| ----------------------- |
| Grandslamtoernooi       |
| Olympische Spelen       |
| Year-End Championships  |
| Premier Mandatory       |
| Premier Five / WTA 1000 |
| Premier / WTA 500       |
| International / WTA 250 |
| Challenger / WTA 125    |

### WTA-finaleplaatsen enkelspel
| nr.              | finale     | toernooi  | ondergrond | tegenstandster    | score    |         |
| ---------------- | ---------- | --------- | ---------- | ----------------- | -------- | ------- |
| gewonnen finales |            |           |            |                   |          |         |
| geen             |            |           |            |                   |          |         |
| verloren finales |            |           |            |                   |          |         |
| 1.               | 2012-07-28 | WTA Bakoe | hardcourt  | Bojana Jovanovski | 3-6, 1-6 | details |

### WTA-finaleplaatsen dubbelspel
geen

### Gewonnen ITF-toernooien enkelspel
| nr. | finale     | toernooi     | dotatie | tegenstandster           | score         |
| --- | ---------- | ------------ | ------- | ------------------------ | ------------- |
| 1.  | 2004-09-05 | Mexico       | $10.000 | María José López Herrera | 6-4, 6-4      |
| 2.  | 2009-12-13 | Xalapa       | $10.000 | Gira Schofield           | 5-7, 6-2, 7-5 |
| 3.  | 2010-07-25 | Waterloo     | $25.000 | Fatma Al Nabhani         | 1-6, 7-5, 7-5 |
| 4.  | 2011-10-08 | Jerevan      | $25.000 | Andrea Koch Benvenuto    | 7-6, 6-2      |
| 5.  | 2011-12-10 | Buenos Aires | $25.000 | Romana Tabak             | 7-5, 6-3      |

### Gewonnen ITF-toernooien dubbelspel
| nr. | finale     | toernooi   | dotatie | partner         | tegenstandsters                     | score            |
| --- | ---------- | ---------- | ------- | --------------- | ----------------------------------- | ---------------- |
| 1.  | 2009-09-05 | Celaya     | $10.000 | Vivian Segnini  | Anastasia Kharchenko Nathalia Rossi | 6-1, 6-4         |
| 2.  | 2010-04-24 | Poza Rica  | $25.000 | Lauren Albanese | Macall Harkins Vivian Segnini       | 6-3, 7-6         |
| 3.  | 2011-11-19 | Asunción   | $25.000 | Tereza Mrdeža   | Mailen Auroux María Irigoyen        | 6-3, 2-6, [10-5] |
| 4.  | 2013-04-21 | Dothan     | $50.000 | Tatjana Maria   | Irina Falconi Maria Sanchez         | 6-4, 4-6, [11-9] |
| 5.  | 2014-03-22 | Innisbrook | $25.000 | Gioia Barbieri  | Alexandra Kiick Sachia Vickery      | 7-6, 6-0         |

## Resultaten grandslamtoernooien
| Legenda | Legenda                          |
| ------- | -------------------------------- |
| g.t.    | geen toernooi gehouden           |
| l.c.    | lagere categorie                 |
| –       | niet deelgenomen                 |
| G       | uitgeschakeld in de groepsfase   |
| 1R      | uitgeschakeld in de eerste ronde |
| 2R      | uitgeschakeld in de tweede ronde |
| 3R      | uitgeschakeld in de derde ronde  |
| 4R      | uitgeschakeld in de vierde ronde |
| KF      | uitgeschakeld in de kwartfinale  |
| HF      | uitgeschakeld in de halve finale |
| F       | de finale verloren               |
| W       | het toernooi gewonnen            |
| w-v     | winst/verlies-balans             |

### Enkelspel
| toernooi        | 2012 |
| --------------- | ---- |
| Australian Open | –    |
| Roland Garros   | –    |
| Wimbledon       | –    |
| US Open         | 1R   |